# Wissenschaftliche Konferenz

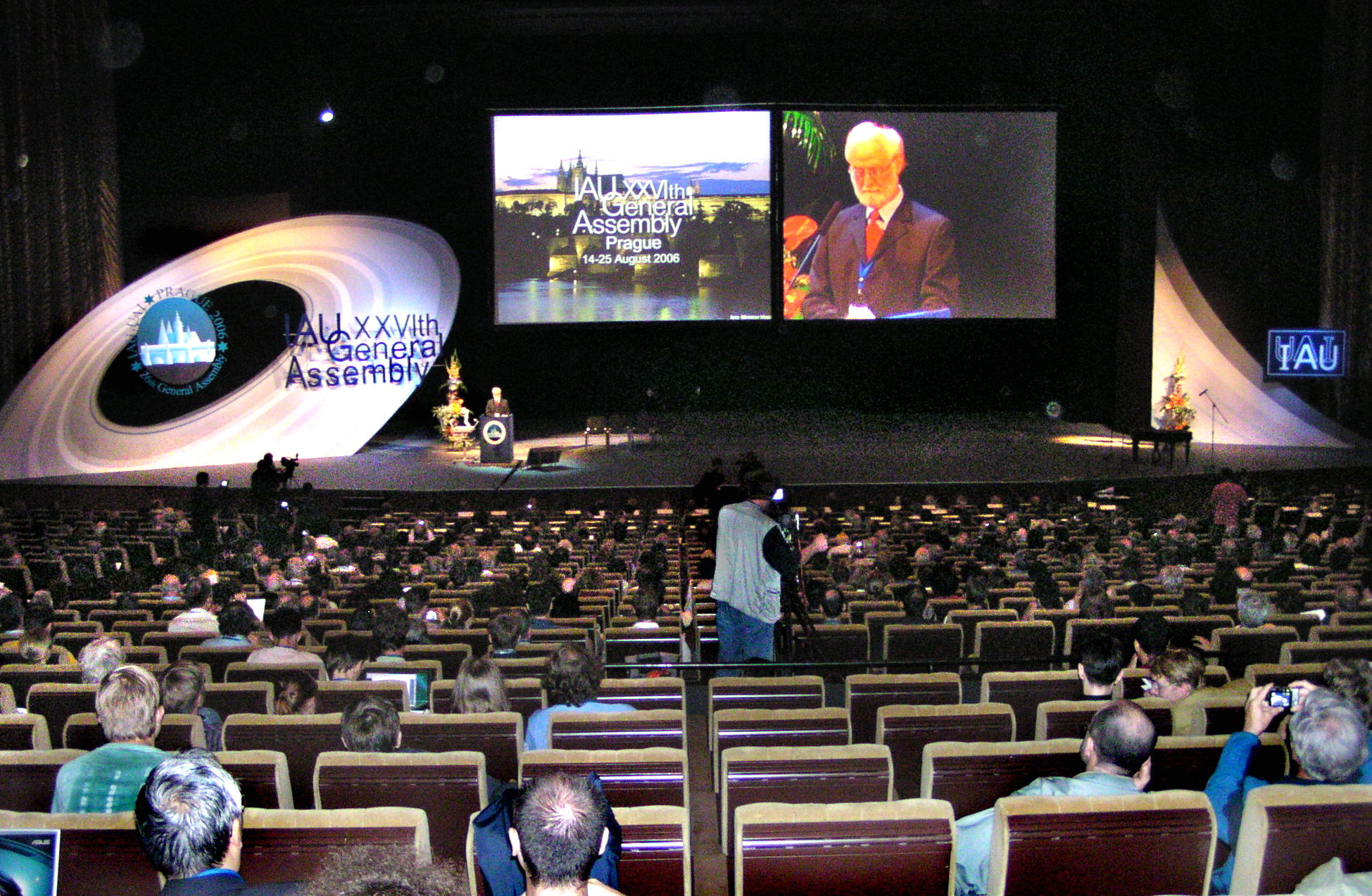
Konferenz der Internationalen Astronomischen Union (IAU) am Astronomischen Institut der Akademie der Wissenschaften der Tschechischen Republik, 2006 in Prag

Eine wissenschaftliche Konferenz (auch Symposium, von altgriechisch συμπόσιον sympósion „Gastmahl“, „Tischgesellschaft“, wissenschaftliche Tagung und Kongress genannt) ist eine Tagung für Wissenschaftler, auf der diese ihre Arbeiten und Erkenntnisse vorstellen und untereinander diskutieren können. Wissenschaftliche Konferenzen stellen zusammen mit wissenschaftlichen Journalen eine der wesentlichen Kommunikationsmöglichkeiten im Wissenschaftsbetrieb dar.
Einige Monate vor der Tagung wird häufig in einem call for papers zum Verfassen bzw. Einreichen von Beiträgen für die Konferenz aufgefordert, die entweder als  Vortrag oder in einer Postersession erfolgen. Für Überblicksreferate bei großen Tagungen werden bekannte Fachleute oft zu Invited Papers eingeladen.

## Ablauf
In der Regel werden Forschungsarbeiten in kurzen, sachlich gehaltenen  Referaten von etwa 10 bis 30 Minuten Länge vorgestellt, an die sich meist eine Diskussionsmöglichkeit anschließt (meist 3 bis 5 Minuten). Üblicherweise haben diese Arbeiten zuvor einen Peer-Review durchlaufen, meist wurde ein Abstract begutachtet. Alternativ oder zusätzlich zum mündlichen Vortrag wird oft die Möglichkeit angeboten, ein Poster zu präsentieren. Häufig können auch Sponsoren (z. B. wissenschaftliche Verlage oder Messgerätehersteller) kleine Ausstellungen zeigen, die damit die Veranstaltung sponsern, um die teilweise erheblichen Tagungsgebühren zu senken.
Zur Eröffnung einer Konferenz und zur Einführung in spezifische Fachgebiete werden oft Plenarvorträge (Keynotes) von etwa einstündiger Dauer von anerkannten Kapazitäten in den jeweiligen Gebieten dargeboten. Diese Plenarvorträge (siehe auch Invited Papers) werden meist im Vorfeld der Konferenz spezifisch beworben und können zur Attraktivität der Konferenz erheblich beitragen. Neben Plenarvorträgen gibt es auch Session-Keynotes, d. h. solche, die nicht als alleiniger Vortrag, sondern als Startvortrag einer sogenannten Session dienen und meist die doppelte Länge der normalen Vorträge haben.
Das Konferenzprogramm und Kurzfassungen der Vorträge werden den Konferenzteilnehmern in der Regel vor Beginn der Veranstaltung im sogenannten „Book of Abstracts“ bekannt gegeben. Ausgearbeitete Veröffentlichungen werden nach der Konferenz oft in Verhandlungen (Proceedings, Tagungsband) oder in einem wissenschaftlichen Journal veröffentlicht.
Wissenschaftliche Konferenzen, die in kleinem Rahmen stattfinden, werden oft als Workshop bezeichnet. Bei größeren Konferenzen ist es zumindest teilweise üblich, Vortragsreihen zeitgleich anzubieten (sog. parallel sessions), um den Umfang des Programms innerhalb einer gegebenen Zeitspanne von meist nur wenigen Tagen abwickeln zu können.
Das Symposium (oder die Fachtagung) ist eine Konferenz zu einem spezifischen Thema. Umfassende Konferenzen, die einen weiten Themenbereich abdecken, werden oft von Fachgesellschaften wie etwa der Deutschen Physikalischen Gesellschaft in regelmäßigen Zeitabständen (z. B. jährlich) veranstaltet und dienen, abgesehen von ihrer wissenschaftlichen Funktion, auch als Kommunikationsmedium für die Verbandsmitglieder.

## Bedeutung
Wissenschaftliche Konferenzen sind in der jüngeren Zeit integraler Bestandteil des Wissenschaftsbetriebs sowie in allen Einzelwissenschaften üblich und dienen Forschern insbesondere, um Kontakte zu knüpfen und zu pflegen.
In den meisten Fachdisziplinen stellen die Teilnehmer aktuelle sowie unveröffentlichte Fachartikel vor, um deren Bekanntheitsgrad zu erhöhen und hilfreiche Kommentare sowie Kritik zu erhalten. In der Regel erwähnen die Autoren die Konferenz dankend in der Danksagung eines später veröffentlichten Artikels.
In einigen Fachdisziplinen, insbesondere innerhalb der Informatik und Elektrotechnik, hingegen zählen Konferenzbeiträge als vollwertige wissenschaftliche Veröffentlichungen. Die Teilnehmer reichen im Vorfeld der Konferenz ein  Manuskript ein, das im Fall einer positiven Begutachtung auf der Konferenz vorgestellt und anschließend im Konferenzband veröffentlicht wird. Beiträge bei selektiven Konferenzen genießen hierbei einen vergleichbaren Stellenwert wie Artikel in hochrangigen Zeitschriften.
Die Präsentation bei Präsenzkonferenzen kann zu höheren Zitationszahlen der vorgestellten Arbeit, aber auch zu gesteigerten Lerneffekten beitragen. Angesichts des immensen Beitrags internationaler Konferenzen zur Klimakrise und der vermehrten Durchsetzung von Online- und Hybridformaten wird für den Ausgleich des Bias und einer zerstörerischen Präsenzkultur wissenschaftlicher Eliten plädiert.

## Zusatzprogramme
Die wissenschaftliche Konferenz unterscheidet sich von der Messe, bei welcher die kommerziellen Interessen der Aussteller im Vordergrund stehen. Von den Konferenzteilnehmern gerne gesehen werden jedoch fachbezogene Firmenausstellungen, die bei größeren Veranstaltungen auch den Umfang kleiner Messen erreichen können.
Oft werden daher Fachtagungen in Branchen-Messen eingebettet organisiert, so dass Teilnehmer beides wahrnehmen können. Ein Beispiel ist die Telekommunikations-Fachmesse Systems in München. Verbreitet sind auch modulare Lösungen wie die Musikmesse Jazzahead in Bremen, wo neben dem Modul Ökonomie die Module Festival und wissenschaftliche Fachtagung nebeneinander angeboten werden.
Häufige Zusatzveranstaltungen sind auch:
- Publikums- oder Forumsdiskussionen oder Subkonferenzen zu Themen der Wissenschafts- und Forschungspolitik oder zu künftigen Forschungsschwerpunkten
- Verabschiedung von Resolutionen zu diesen Themen, Etablierung wissenschaftlicher Dienste
- Jahresversammlungen von Kommissionen und Arbeitsgruppen zum Tagungsthema
- Firmenpräsentationen zu Teilaspekten der Konferenz
- Workshops zu speziellen Themen, Software oder technischen Entwicklungen
- Fachliche Exkursionen zu Betrieben, Kultur- und Naturdenkmälern der Umgebung
- Gesellschaftliches Programm, bei Großkongressen auch Konzerte oder Bälle.

## Konferenzverwaltung
Viele Konferenzen werden heutzutage über ein webbasiertes System wie z. B. Converia, EasyChair, amiando, Regonline oder OpenConf verwaltet, das etwa die Arbeitsabläufe für Einreichung, Peer-Review und Zusammenstellung des Tagungsbandes unterstützt. Des Weiteren bieten heutige webbasierte Lösungen integrierte Zahlungsmöglichkeiten an, d. h. Konferenzbesucher können einfach und direkt online bezahlen (inkl. Kreditkarte).

## Konferenzorganisatoren
Viele professionelle Kongressorganisatoren übernehmen für den Veranstalter auf Wunsch die gesamte Organisation einschließlich Teilnehmerverwaltung, Hotelbuchungen, Ablauforganisation und Rahmenprogramm.